# Лего. Фильм (франшиза)
«Лего. Фильм» (англ. The Lego Movie) — датско-американская медиафраншиза, основанная на строительных игрушках Lego. Начало вселенной было положено с одноименного фильма 2014 года и снятым и написанным Филом Лордом и Кристофером Миллером. Успех фильма привел к тому, что он получил три лицензионные видеоигры, аттракцион для тематического парка, два спин-оффа («Лего Фильм: Бэтмен» и «Лего Фильм: Ниндзяго»), вышедшим в 2017 году, анимационный сериал, а также прочие материалы. В 2019 году вышел сиквел.

## Фильмы
| Фильм                | Дата выхода в США | Режиссёр(ы)                     | Сценаристы                                                                    | Авторы сюжета                                                                               | Продюсеры                                                                  |
| -------------------- | ----------------- | ------------------------------- | ----------------------------------------------------------------------------- | ------------------------------------------------------------------------------------------- | -------------------------------------------------------------------------- |
| Лего. Фильм          | 7 февраля 2014    | Фил Лорд и Кристофер Миллер     | Фил Лорд и Кристофер Миллер                                                   | Дэн Хейгман, Кевин Хейгман, Фил Лорд и Кристофер Миллер                                     | Дэн Лин и Рой Ли                                                           |
| Лего Фильм: Бэтмен   | 10 февраля 2017   | Крис Маккей                     | Сет Грэм-Смит, Крис Маккенна, Эрик Соммерс, Джаред Стерн и Джон Уиттингтон    | Сет Грэм-Смит                                                                               | Дэн Лин, Рой Ли, Фил Лорд и Кристофер Миллер                               |
| Лего Фильм: Ниндзяго | 21 сентября 2017  | Чарли Бин, Пол Фишер, Боб Логан | Боб Логан, Пол Фишер, Уильям Уилер, Том Уилер, Джаред Стерн и Джон Уиттингтон | Хиллари Уинстон, Боб Логан, Пол Фишер, Уильям Уилер, Том Уилер, Дэн Хейгман и Кевин Хейгман | Дэн Лин, Рой Ли, Крис Маккей, Марианн Гарджер, Фил Лорд и Кристофер Миллер |
| Лего. Фильм 2        | 7 февраля 2019    | Майк Митчелл                    | Фил Лорд и Кристофер Миллер                                                   | Мэтью Фогель, Фил Лорд и Кристофер Миллер                                                   | Дэн Лин, Рой Ли, Джинко Гото, Фил Лорд и Кристофер Миллер                  |

## Перезапуск
После кассовых провалов фильмов Лего. Фильм: Ниндзяго и Лего. Фильм 2 компания Warner Bros. приостановила выпуск фильмов серии. Позже права на франшизу получила компания Universal Pictures, у которой 11 октября 2024 года вышел мультфильм «По кусочкам».

## Игры
Выпуском LEGO игр занимается компания Traveller’s Tales. В 2014 году по одноимённому фильму вышла игра под названием The Lego Movie Videogame. Данная игра получила преимущественно хорошие оценки, и уже в 2017 игра Lego Dimensions заимела Story Pack по фильму «Лего Фильм: Бэтмен», состоящий из 6 уровней, которые пересказывали события фильма. Осенью 2017 года вышел «Лего Фильм: Ниндзяго» и игра на его основе — The Lego Ninjago Movie Videogame. В 2019 году вместе с фильмом «Лего. Фильм 2» вышла и игра The Lego Movie 2 Videogame, которая получила преимущественно низкие рейтинги из-за почти полного отсутствия сюжета и копирования геймплея с Lego Worlds.

## Кассовые сборы
| Фильм                | Дата выхода      | Бюджет   | Сборы          | Сборы          |
| Фильм                | Дата выхода      | Бюджет   | в США и Канаде | в мире         |
| -------------------- | ---------------- | -------- | -------------- | -------------- |
| Лего. Фильм          | 7 февраля 2014   | $60 млн  | $257 760 692   | $464 160 692   |
| Лего Фильм: Бэтмен   | 10 февраля 2017  | $80 млн  | $175 750 384   | $311 950 384   |
| Лего Фильм: Ниндзяго | 21 сентября 2017 | $70 млн  | $59 281 555    | $123 081 555   |
| Лего. Фильм 2        | 7 февраля 2019   | $99 млн  | $105 417 947   | $187 617 947   |
| Всего                | Всего            | $309 млн | $598 210 578   | $1 086 810 578 |

## Примечание
1. ↑  Why Universal beat Warner Bros. for the Lego movie franchise (англ.). Fortune. Дата обращения: 5 сентября 2020. Архивировано 25 ноября 2020 года.
2. ↑  Scott Mendelson. Why 'The LEGO Movie 2' Is A Franchise-Ending Box Office Failure (англ.). Forbes. Дата обращения: 5 сентября 2020. Архивировано 27 июля 2019 года.
3. ↑  Lego Film Franchise Moves to Universal, in Blow to Warner Bros. Bloomberg.com. 23 апреля 2020. Архивировано 8 мая 2020. Дата обращения: 5 сентября 2020.
4. ↑  The LEGO Movie 2 Videogame: Обзор. stopgame.ru. Дата обращения: 7 июля 2019. Архивировано 20 марта 2019 года.